# Greta andromica
Greta andromica är en fjärilsart som beskrevs av William Chapman Hewitson 1854. Greta andromica ingår i släktet Greta och familjen praktfjärilar. Inga underarter finns listade i Catalogue of Life.

## Bildgalleri

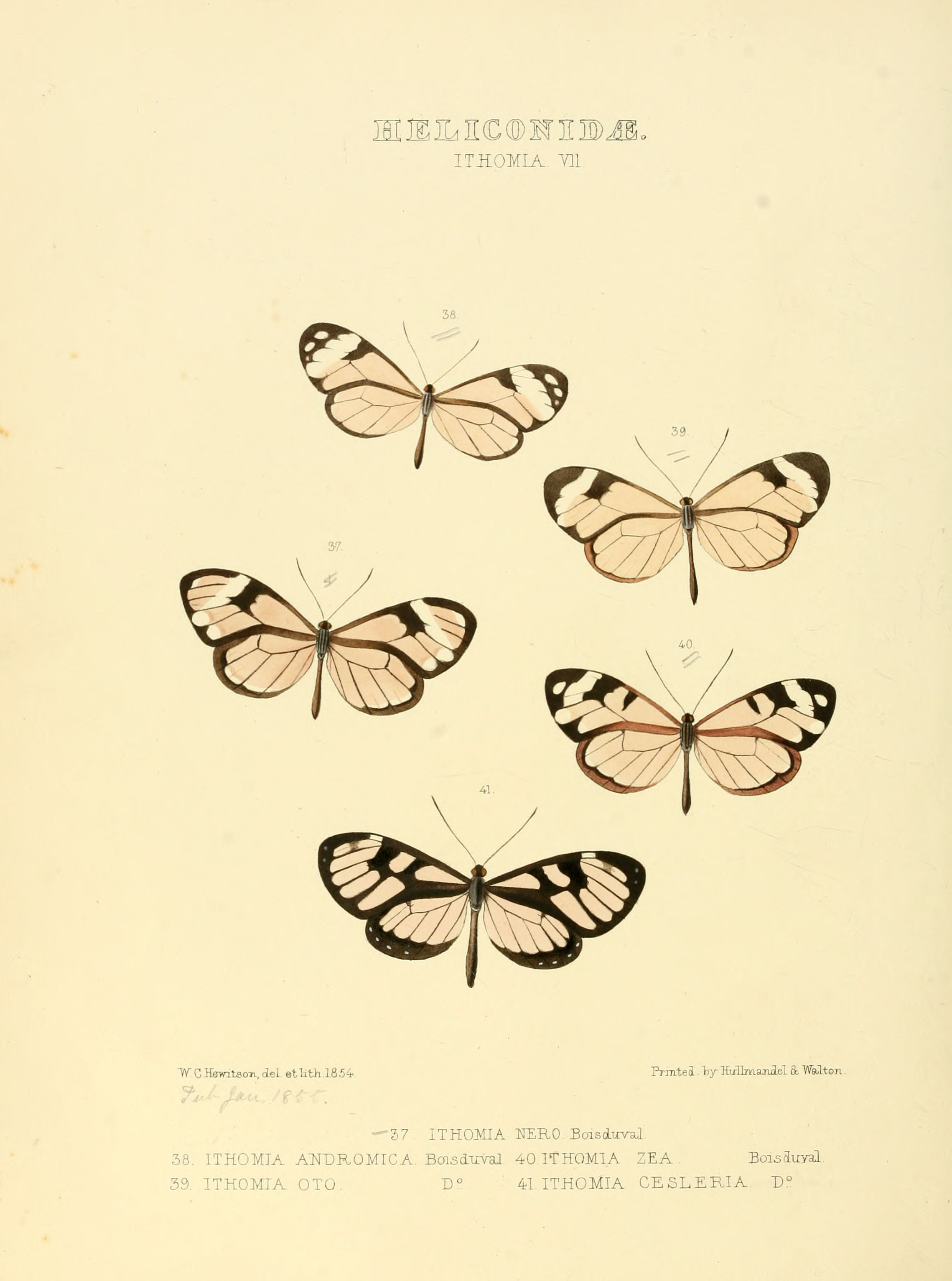